# Eldorado (Maryland)
Eldorado és una població dels Estats Units a l'estat de Maryland. Segons el cens del 2000 tenia 60 habitants.

## Demografia
Segons el cens del 2000, Eldorado tenia 60 habitants, 26 habitatges, i 15 famílies. La densitat de població era de 289,6 habitants/km².
Dels 26 habitatges en un 30,8% hi vivien nens de menys de 18 anys, en un 34,6% hi vivien parelles casades, en un 15,4% dones solteres, i en un 42,3% no eren unitats familiars. En el 38,5% dels habitatges hi vivien persones soles el 15,4% de les quals corresponia a persones de 65 anys o més que vivien soles. El nombre mitjà de persones vivint en cada habitatge era de 2,31 i el nombre mitjà de persones que vivien en cada família era de 3,13.
Per edats la població es repartia de la següent manera: un 28,3% tenia menys de 18 anys, un 5% entre 18 i 24, un 23,3% entre 25 i 44, un 28,3% de 45 a 60 i un 15% 65 anys o més.
L'edat mediana era de 41 anys. Per cada 100 dones de 18 o més anys hi havia 72 homes.
La renda mediana per habitatge era de 33.125 $ i la renda mediana per família de 34.375 $. Els homes tenien una renda mediana de 30.417 $ mentre que les dones 22.321 $. La renda per capita de la població era de 14.494 $. Entorn del 6,7% de les famílies i el 17,5% de la població estaven per davall del llindar de pobresa.

## Poblacions més properes
El següent diagrama mostra les poblacions més properes.